# تيكسي
تيكسي هي بلدة من النمط المدني والمركز الإداري لمنطقة بولونسكي، ياقوتيا، روسيا.